# Vitry-lès-Cluny
Vitry-lès-Cluny foi uma comuna francesa na região administrativa de Borgonha-Franco-Condado, no departamento Saône-et-Loire. Estendia-se por uma área de 4,75 km². Em 2010 a comuna tinha 67 habitantes (densidade: 14,1 hab./km²).
Em 1 de janeiro de 2017, passou a formar parte da nova comuna de La Vineuse sur Fregande.